# Paspalum lanciflorum
Paspalum lanciflorum är en gräsart som beskrevs av Carl Bernhard von Trinius. Paspalum lanciflorum ingår i släktet tvillinghirser, och familjen gräs. Inga underarter finns listade i Catalogue of Life.